# 2024年パリオリンピックの聖火リレー

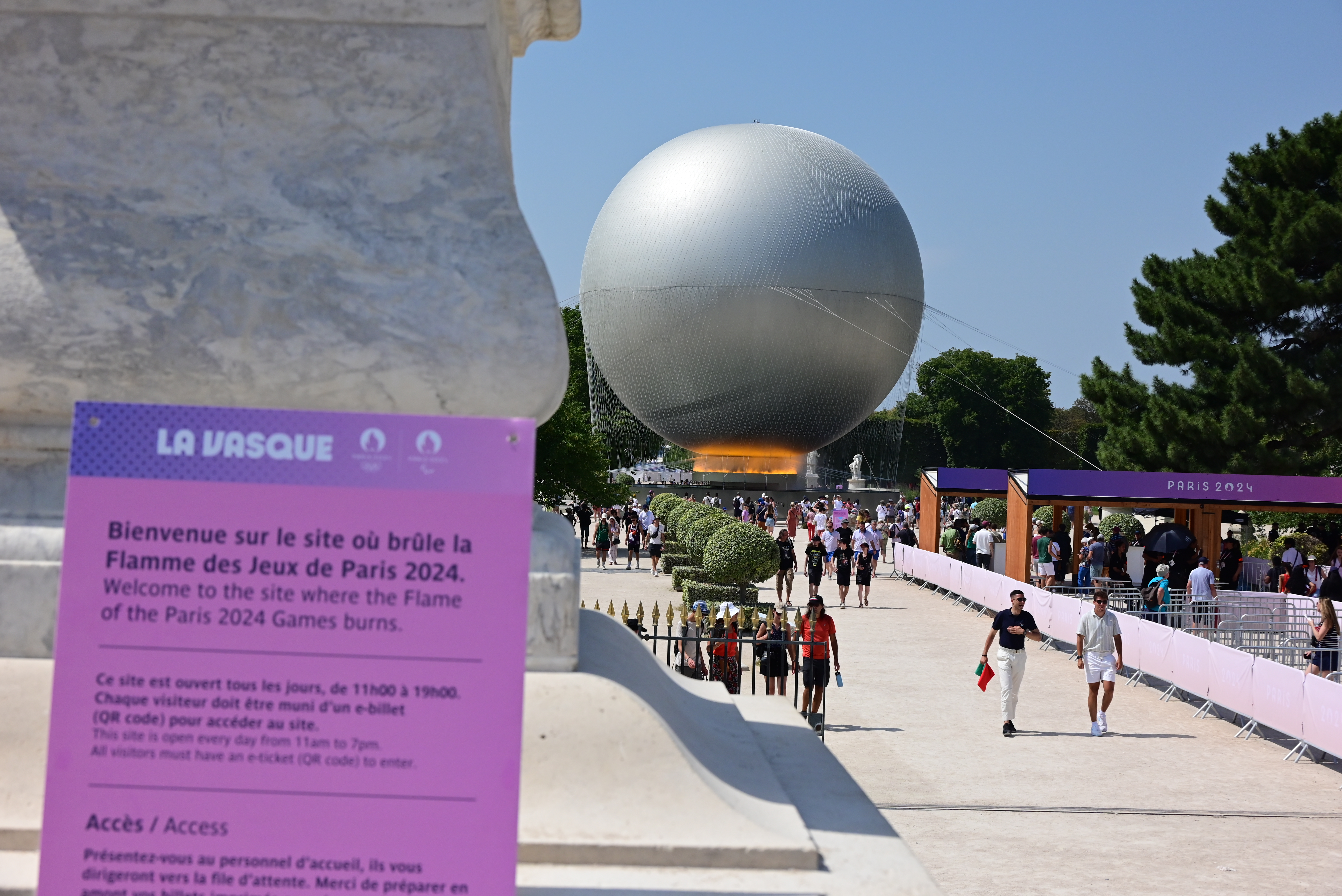
テュイルリー庭園の聖火台

2024年パリオリンピックの聖火リレー（2024ねんパリオリンピックのせいかリレー）では、2024年4月16日から2024年7月26日までの日程で行われた、パリ2024オリンピック競技大会の聖火リレーについて記載する。聖火は4月16日にギリシャのオリンピアで採火され、4月26日にアテネに到着した。その後聖火は3本マストの帆船「ベレム」号でマルセイユへ運ばれ、5月9日からフランス国内でのリレーが開始された。リレーは開会式で聖火台に点火され終了した。聖火台はテュイルリー庭園に設置された。

## ギリシャ国内のルート
2024年4月16日
01. オリンピア
02. アマリアダ
03. エーリス
04. ガストゥニ
05. ピルゴス
06. ザハロ
07. フィリアトラ
08. ピュロス
2024年4月17日
01. ピュロス
02. メトニ
03. コロニ
04. トリポリ
05. ミケーネ
06. ナフプリオ
07. ピレウス
2024年4月18日
01. カステロリゾ島
02. アイオス・ニコラオス
03. クノッソス
04. イラクリオン
05. レティムノ
06. ハニア
2024年4月19日
01. サントリーニ島
02. ナクソス島
03. パロス島
04. アテナイのアクロポリス
2024年4月20日
01. デルフィ
02. ラミア
03. ヴォロス
2024年4月21日
01. ヴォロス
02. ラリサ
03. トリカラ
04. メテオラ
05. テッサロニキ
2024年4月22日
01. テッサロニキ
02. ピリッポイ
03. カヴァラ
04. クサンティ
05. コモティニ
06. アレクサンドルーポリ
2024年4月23日
01. アレクサンドルーポリ
02. エレフテルポリ
03. ヴェリア
04. ヴェルギナ
05. ヨアニナ
2024年4月24日
01. ヨアニナ
02. イグメニツァ
03. コルフ
2024年4月25日
01. コルフ
02. メソロンギ
03. リオン・アンティリオン橋
04. パトラ
05. コリントス
2024年4月26日
01. メガラ
02. マラトン
03. スニオン岬
04. アテネ

## フランス国内のルート

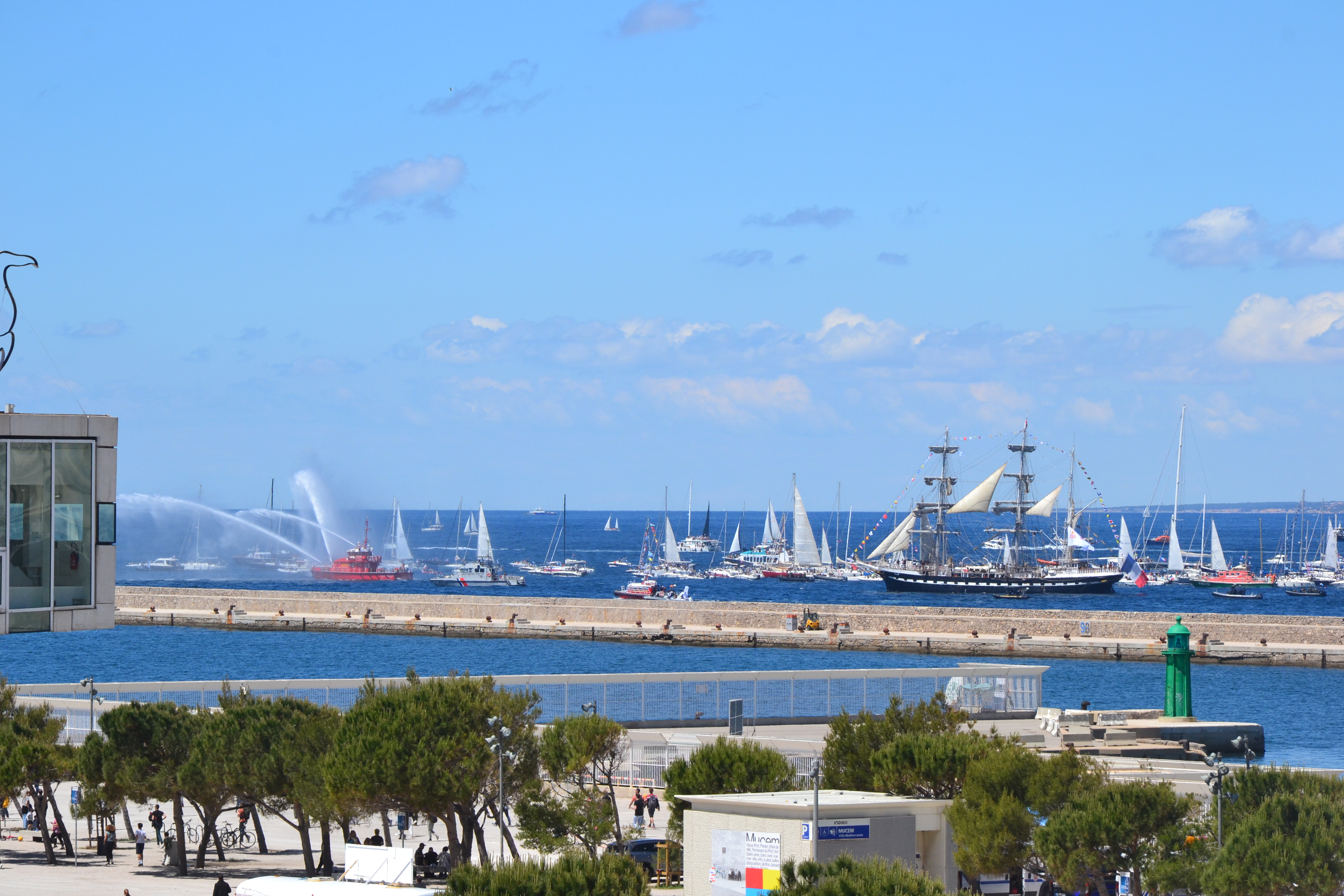
マルセイユに到着したベレム号

フランス・メトロポリテーヌのルート

聖火は日程ごとに異なる地域でリレーされた。ルートには歴史的な場所や自然の名所といった象徴的な地点も組み込まれている。フランス国内のオリンピック・パラリンピック関係者24人が代表走者とともに1つの区間を走行するチームリレーも行われた。各日程の最終地点となる街では、聖火皿への点火とセレブレーションが行われた。6月18日のアルプ＝マリティーム県での日程では隣接するモナコでもリレーが行われた。なお、以下のリストには現地の暴動の影響で取りやめとなったニューカレドニアにおける日程も含まれている。

### パリ区間
2024年7月14日 (57日目)
01. シャンゼリゼ通り
02. ブルボン宮殿 (国民議会)
03. サン＝ジェルマン＝デ＝プレ
04. リュクサンブール宮殿 (元老院) – リュクサンブール公園
05. パンテオン
06. カルチエ・ラタン – パリ大学 (ソルボンヌ)
07. アラブ世界研究所
08. ノートルダム大聖堂
09. ショア記念館 – 義人の壁
010. カルナヴァレ博物館
011. ヴィクトル・ユゴー記念館
012. バスティーユ広場
013. バタクラン
014. レピュブリック広場
015. コロネル・ファビアン広場
016. オランピア
017. リヴォリ通り
018. ルーヴル美術館
019. パリ市庁舎
2024年7月15日 (58日目)
020. ヴァンセンヌの森 - フランス国立スポーツ体育研究所 (INSEP)
021. ポルト・ド・ラ・シャペル
022. グート・ドール
023. モンマルトルの丘
024. ミュラトレス・ソリチュード像とアレクサンドル・デュマ・ペール像
025. 凱旋門
026. ブローニュの森 (フォンダシオン・ルイ・ヴィトン)
027. コート・シモーヌ・マチュー - スタッド・ローラン・ギャロス
028. エッフェル塔前の高架鉄道
029. ヴェル・ディヴの子どもたちの記念庭園
030. カタローニュ広場
031. ビュット＝オ＝カイユ
032. ストリートアート野外美術館
033. バスティーユ広場
034. ビュット・ショーモン公園
035. ベルヴィル
036. レピュブリック広場